# Jinja (district)
Pour les articles homonymes, voir Jinja.
Le district de Jinja est un district du sud de l'Ouganda. Sa capitale est Buwenge.

## Géographie
Le Nil Blanc sépare le district de Jinja, à l'est, de celui de Buikwe à l'ouest.

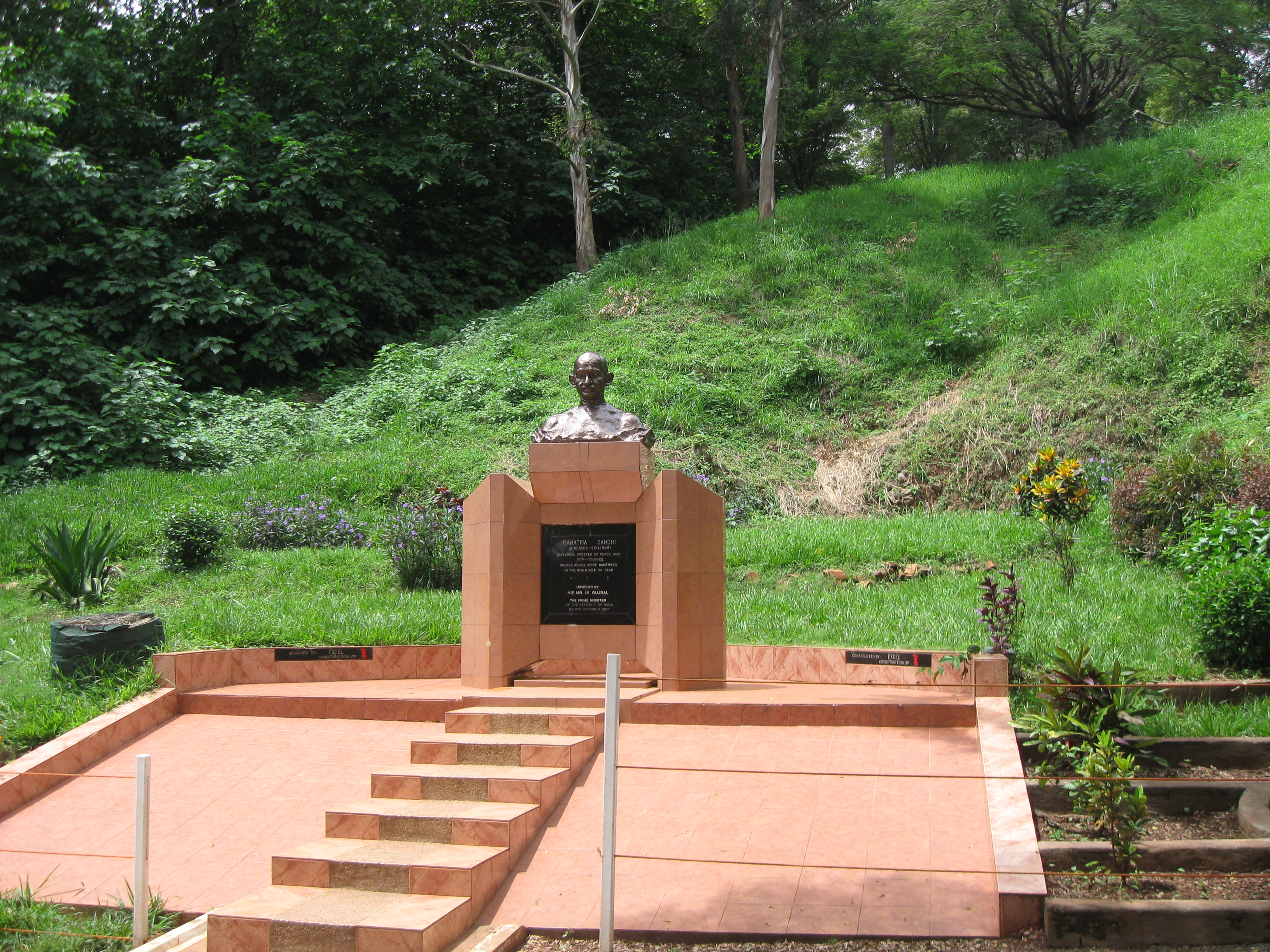
Monument à Gandhi aux « sources du Nil », où une partie de ses cendres ont été dispersées.